# Shasta, Kalifornien
Shasta är en så kallad census-designated place i Shasta County i Kalifornien. Vid 2010 års folkräkning hade Shasta 1 771 invånare.